# Chak Imam Ali
Chak Imam Ali is een census town in het district Prayagraj van de Indiase staat Uttar Pradesh.

## Demografie
Volgens de Indiase volkstelling van 2001 wonen er 4124 mensen in Chak Imam Ali, waarvan 54% mannelijk en 46% vrouwelijk is. De plaats heeft een alfabetiseringsgraad van 82%.